# L'Hôpital-Saint-Blaise
L'Hôpital-Saint-Blaise (Baskisch: Ospitalepea) is een gemeente in het Franse departement Pyrénées-Atlantiques (regio Nouvelle-Aquitaine) en telt 81 inwoners (2009). De plaats maakt deel uit van het arrondissement Oloron-Sainte-Marie en ligt in de Baskische provincie Soule.

## Geografie
De oppervlakte van L'Hôpital-Saint-Blaise bedraagt 2,1 km², de bevolkingsdichtheid is dus 38,6 inwoners per km².
De onderstaande kaart toont de ligging van L'Hôpital-Saint-Blaise met de belangrijkste infrastructuur en aangrenzende gemeenten.

## Demografie
Onderstaande figuur toont het verloop van het inwonertal (bron: INSEE-tellingen).